# أوبئة الكوكوليتزلي

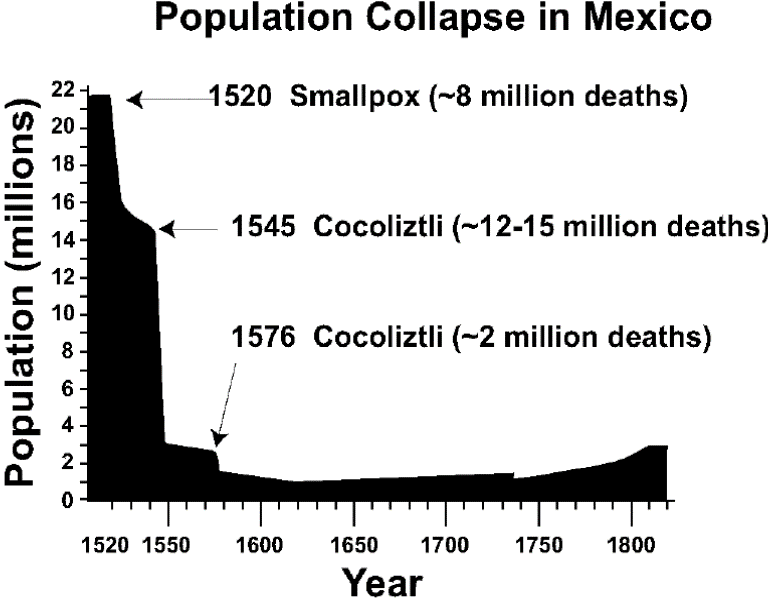
الانهيار السكاني في المكسيك في القرن السادس عشر، الذي يُعزى جزئيًا على أقل تقدير إلى أوبئة الكوكوليتزاتي المتكررة.

يمثل وباء الكوكوليتزلي، أو الوباء العظيم، مصطلحًا يصف ملايين الوفيات في إقليم إسبانيا الجديدة في منطقة المكسيك الحالية في القرن السادس عشر، وهي وفيات منسوبة إلى مرض واحد أو أكثر تسمى مجتمعةً كوكوليتزلي (cocoliztli)، وهو مرض غامض يتسم بحمى شديدة ونزف. فتك الوباء بالمرتفعات المكسيكية بنسب وبائية. أطلق الأزتك الأصليون اسم كوكوليتزلي على المرض الذي حمل تأثيرات مدمرة على التركيبة السكانية في المنطقة، خاصة بالنسبة إلى السكان الأصليين.
غالبًا ما يشار إلى هذا الفاشية على أنها أسوأ وباء في تاريخ المكسيك، بناءً على حصيلة القتلى. استمرت الفاشيات اللاحقة بإرباك الأطباء الإسبان والمحليين، مع إجماع ضئيل بين الباحثين المعاصرين حول الآلية المرضية. على أي حال، أشارت الدراسات الجينومية البكتيرية الحديثة إلى دور جزئي لعبته السلمونيلة في الفاشية الأولية على أقل تقدير، وتحديدًا النمط المصلي من السلمونيلة المعوية المعروف باسم السلمونيلة نظيرة التيفية سي. يُحتمل أيضًا مسؤولية حمى نزفية فيروسية أصلية، ربما تفاقمت بسبب أسوأ موجات القحط التي أصابت تلك المنطقة منذ 500 عام، فضلًا عن الظروف المعيشية للشعوب الأصلية في المكسيك في أعقاب الغزو الإسباني (عام 1519 تقريبًا).

## اشتقاق الاسم
نشأت كلمة كوكوليتزلي من الكلمة الناواتلية التي تعني «آفة»، أو داء، أو مرض، أو طاعون.

## نبذة تاريخية
رُصد 12 وباءً يحتمل كونها من أوبئة الكوكوليتزاتي، حدثت أكبرها في 1520 و1545 و1576 و1736 و1813. افترض سوتو وزملاؤه أن تفشي الحمى النزفية على نطاق واسع ربما أسهم أيضًا في الانهيار المبكر لحضارة المايا الكلاسيكية (750 - 950م)، مع أن معظم الخبراء يؤمنون أن العوامل الأخرى مثل تغير المناخ ربما لعبت دورًا أكبر بكثير.
حدثت أوبئة الكوكوليتزلي عادة في غضون عامين من حدوث جفاف شديد، بينما ظهر مرض آخر يسمى «ماتلازاواتل» في غضون عامين من موسم الأمطار. حدث الوباء عام 1576 بعد جفاف امتد من فنزويلا إلى كندا. يُعتقد أن ازدياد أعداد الفئران الناقلة للحمى النزفية الفيروسية في موسم هطول الأمطار الذي أعقب الجفاف يجسد العلاقة بين الجفاف والمرض، إضافة إلى تحسن الظروف.
إن حقيقة إصابة الكوكوليتزلي السكان الأصليين أكثر من إصابتها المستعمرين الأوروبيين ما تزال غامضةً نوعًا ما. تأتي غالبية الروايات المباشرة بشأن تفشي المرض من رواة الأزتك، الذين ركزوا اهتمامهم على حداثة المرض وأعراضه الواضحة. ربما استغل المستعمرون الإسبان مخاوف السكان الأصليين لإيجاد مبررات للمسيحية وإنفاذها، على النحو المعبر عنه في البيان التالي من غونزالو دي أورتيز (أحد المبعوثين): "envió Dios tal enfermedad sobre ellos que de quarto partes de indios que avia se llevó las tres" (بالعربية: أرسل الله مثل هذا المرض على الهنود فمات ثلاثة من كل أربعة منهم). يبقى من غير الواضح درجة مبالغة أورتيز بكلامه، أو أن المستعمرين الإسبان كانوا حقًا أقل تأثرًا بهذا «الفعل الإلهي». يبدو أن روايات توريبيو دي بينافينتي موتولينيا، مبشر إسباني مبكر، تتعارض مع رأي أورتيز، عبر الإشارة إلى انخفاض تعداد سكان إسبانيا الجديدة بنسبة 60-90٪، بغض النظر عن إثنية السكان. شهد برناردينو دي ساهاغون، رجل دين إسباني آخر ومؤلف كتاب المخطوطة الفلورنسية، على إصابته بالمرض مع اقتراب نهاية الفاشية. حدد ساهاغون كلًا من العبيد الأفارقة والمستعمرين الإسبان على أنهم عرضة للإصابة بالمرض في فترة اندلاع ثاني موجات الكوكوليتزلي في عام 1576.